# Olympische Sommerspiele 2004/Teilnehmer (Australien)
| Gelbes Symbol für Goldmedaillen mit stilisierten Olympischen Ringen | Graues Symbol für Silbermedaillen mit stilisierten Olympischen Ringen | Braundes Symbol für Bronzemedaillen mit stilisierten Olympischen Ringen |
| ------------------------------------------------------------------- | --------------------------------------------------------------------- | ----------------------------------------------------------------------- |
| 17                                                                  | 16                                                                    | 16                                                                      |

Australien nahm an den Olympischen Sommerspielen 2004 in der griechischen Hauptstadt Athen mit 470 Sportlern, 202 Frauen und 268 Männern, teil.
Seit 1896 war es die 25. Teilnahme Australiens bei Olympischen Sommerspielen. Damit war Australien neben Griechenland, Frankreich, der Schweiz und dem Vereinigten Königreich eine der fünf Nationen, die bis dahin bei allen Olympischen Sommerspielen teilgenommen hatten.

## Flaggenträger
Der Segler Colin Beashel trug die Flagge Australiens während der Eröffnungsfeier im Olympiastadion, bei der Schlussfeier wurde sie von der Schwimmerin Petria Thomas getragen.

## Medaillen
Mit 17 gewonnenen Gold-, 16 Silber- und 17 Bronzemedaillen belegte das australische Team Platz 4 im Medaillenspiegel.

### Medaillen nach Sportarten
| Sportart       |    |    |    | total |
| -------------- | -- | -- | -- | ----- |
| Baseball       | –  | 1  | –  | 1     |
| Basketball     | –  | 1  | –  | 1     |
| Bogenschießen  | –  | –  | 1  | 1     |
| Hockey         | 1  | –  | –  | 1     |
| Kanu           | –  | 2  | –  | 2     |
| Leichtathletik | –  | 1  | 2  | 3     |
| Radsport       | 6  | 2  | 3  | 11    |
| Rudern         | 1  | 1  | 2  | 4     |
| Schwimmen      | 7  | 5  | 3  | 15    |
| Schießen       | 1  | –  | 1  | 2     |
| Softball       | –  | 1  | –  | 1     |
| Tennis         | –  | –  | 1  | 1     |
| Triathlon      | –  | 1  | –  | 1     |
| Wasserspringen | 1  | 1  | 4  | 6     |
| gesamt         | 17 | 16 | 17 | 50    |

### Medaillengewinner
Erfolgreichste Teilnehmerinnen waren die Schwimmerinnen Petria Thomas (3 × Gold und 1 × Silber), Jodie Henry (3 × Gold) sowie ihr Teamkollege Ian Thorpe (2 × Gold, 1 × Silber und 1 × Bronze).

#### Gold
| Name/n | Sportart       | Wettkampf                             |
| --- | -------------- | ------------------------------------- |
| Michael Brennan, Travis Brooks, Dean Butler, Jamie Dwyer, Nathan Eglington, Troy Elder, Bevan George, Robert Hammond, Mark Hickman, Mark Knowles, Brent Livermore, Stephen Mowlam, Michael McCann, Grant Schubert, Matthew Wells, Liam de Young | Hockey         | Herren-Turnier                        |
| Ryan Bayley | Radsport       | Sprint Keirin                         |
| Graeme Brown, Brett Lancaster, Bradley McGee, Luke Roberts, Peter Dawson, Stephen Wooldridge | Radsport       | 4000 Meter Mannschaftsverfolgung      |
| Graeme Brown, Stuart O’Grady | Radsport       | Madison                               |
| Anna Meares | Radsport       | Frauen, 500 Meter Zeitfahren          |
| Sara Carrigan | Radsport       | Frauen, Straßenrennen                 |
| Drew Ginn, James Tomkins | Rudern         | Zweier ohne Steuermann                |
| Suzanne Balogh | Schießen       | Frauen, Trap                          |
| Ian Thorpe | Schwimmen      | 200 Meter Freistil 400 Meter Freistil |
| Grant Hackett | Schwimmen      | 1500 Meter Freistil                   |
| Jodie Henry | Schwimmen      | Frauen, 100 Meter Freistil            |
| Petria Thomas | Schwimmen      | Frauen, 200 Meter Schmetterling       |
| Alice Mills, Lisbeth Lenton, Petria Thomas, Jodie Henry | Schwimmen      | Frauen, 4 × 100 Meter Freistil        |
| Giaan Rooney, Leisel Jones, Petria Thomas, Jodie Henry | Schwimmen      | Frauen, 4 × 100 Meter Lagen           |
| Chantelle Newbery | Wasserspringen | Frauen, Turmspringen                  |

#### Silber
| Name/n | Sportart       | Wettkampf                             |
| --- | -------------- | ------------------------------------- |
| Craig Anderson, Thomas Brice, Adrian Burnside, Gavin Fingleson, Paul Gonzalez, Nick Kimpton, Brendan Kingman, Craig Lewis, Graeme Lloyd, David Nilsson, Trent Oeltjen, Wayne Ough, Chris Oxspring, Brett Roneberg, Ryan Rowland Smith, John Stephens, Phil Stockman, Brett Tamburrino, Richard Thompson, Andrew Utting, Ben Wigmore, Glenn Williams, Jeff Williams, Rodney van Buizen | Baseball       | Herren-Turnier                        |
| Suzy Batkovic, Sandra Brondello, Trisha Fallon, Kristi Harrower, Lauren Jackson, Natalie Porter, Alicia Poto, Belinda Snell, Rachael Sporn, Laura Summerton, Penny Taylor, Allison Tranquilli | Basketball     | Frauen-Turnier                        |
| Nathan Baggaley | Kanu           | Einer-Kajak, 500 Meter                |
| Clint Robinson, Nathan Baggaley | Kanu           | Zweier-Kajak, 500 Meter               |
| John Steffensen, Mark Ormrod, Patrick Dwyer, Clinton Hill | Leichtathletik | 4 × 400 Meter                         |
| Bradley McGee | Radsport       | 4000 Meter Einzelverfolgung           |
| Katie Mactier | Radsport       | 3000 Meter Einzelverfolgung           |
| Glen Loftus, Anthony Edwards, Ben Cureton, Simon Burgess | Rudern         | Leichtgewichts-Vierer ohne Steuermann |
| Grant Hackett | Schwimmen      | 400 Meter Freistil                    |
| Grant Hackett, Michael Klim, Nicholas Sprenger, Ian Thorpe | Schwimmen      | 4 × 200 Meter Freistil                |
| Brooke Hanson | Schwimmen      | Frauen, 100 Meter Brust               |
| Leisel Jones | Schwimmen      | Frauen, 200 Meter Brust               |
| Petria Thomas | Schwimmen      | Frauen, 200 Meter Schmetterling       |
| Sandra Allen, Marissa Carpadios, Fiona Crawford, Amanda Doman, Peta Edebone, Tanya Harding, Natalie Hodgskin, Zara Mee, Simmone Morrow, Tracey Mosley, Stacey Porter, Melanie Roche, Natalie Titcume, Natalie Ward, Brooke Wilkins, Kerry Wyborn | Softball       | Frauen-Turnier                        |
| Loretta Harrop | Triathlon      | Frauen, Olympische Distanz            |
| Mathew Helm | Wasserspringen | Turmspringen                          |

#### Bronze
| Name/n | Sportart       | Wettkampf                    |
| --- | -------------- | ---------------------------- |
| Tim Cuddihy | Bogenschießen  | Einzel                       |
| Nathan Deakes | Leichtathletik | 20 Kilometer Gehen           |
| Jane Saville | Leichtathletik | Frauen, 20 Kilometer Gehen   |
| Shane Kelly | Radsport       | Keirin                       |
| Anna Meares | Radsport       | Frauen, Sprint               |
| Stefan Szczurowski, Stuart Reside, Stuart Welch, James Stewart, Geoffrey Stewart, Boden Hanson, Michael McKay, Stephen Stewart, Michael Toon | Rudern         | Achter                       |
| Dana Faletic Rebecca Sattin Kerry Hore Amber Bradley                                                                                         | Rudern         | Frauen, Doppelvierer         |
| Adam Vella | Sportschießen  | Trap                         |
| Ian Thorpe | Schwimmen      | 100 Meter Freistil           |
| Lisbeth Lenton | Schwimmen      | Frauen, 50 Meter Freistil    |
| Leisel Jones | Schwimmen      | Frauen, 100 Meter Brust      |
| Alicia Molik | Tennis         | Frauen, Einzel               |
| Robert Newbery, Steven Barnett | Wasserspringen | Synchronspringen 3 Meter     |
| Mathew Helm, Robert Newbery | Wasserspringen | Synchronspringen 10 Meter    |
| Loudy Tourky | Wasserspringen | Frauen, Turmspringen         |
| Irina Laschko, Chantelle Newbery | Wasserspringen | Frauen, Synchronspringen 3 m |

## Teilnehmer nach Sportarten

### Badminton
| Name/n                            | Wettbewerb | Ergebnisse                                                                       |
| --------------------------------- | ---------- | -------------------------------------------------------------------------------- |
| Lenny Permana                     | Einzel     | Vorrunde: 5:11/3:11-Niederlage gegen Kelly Morgan aus dem Vereinigten Königreich |
| Stuart Brehaut                    | Einzel     | Vorrunde: 3:15/2:15-Niederlage gegen Lee Hyun-il aus Südkorea                    |
| Jane Crabtree & Kate Wilson-Smith | Doppel     | Vorrunde: 2:15/3:15-Niederlage gegen Harder/Schjoldager aus Dänemark             |
| Ashley Brehaut & Travis Denney    | Doppel     | Vorrunde: 3:15/9:15-Niederlage gegen Panvisavas/Teerawiwatana aus Thailand       |
| Kate Wilson-Smith & Travis Denney | / Mixed    | Vorrunde: 5:15/15:8/4:15-Niederlage gegen Pitro/Siegemund aus Deutschland        |

### Baseball
Legende: VR = Vorrundenspiel, HF = Halbfinale
| Namen | Wettbewerb     | Ergebnisse |
| --- | -------------- | --- |
| Craig Anderson, Thomas Brice, Adrian Burnside, Gavin Fingleson, Paul Gonzalez, Nick Kimpton, Brendan Kingman, Craig Lewis, Graeme Lloyd, David Nilsson, Trent Oeltjen, Wayne Ough, Chris Oxspring, Brett Roneberg, Ryan Rowland Smith, John Stephens, Phil Stockman, Brett Tamburrino, Richard Thompson, Andrew Utting, Ben Wigmore, Glenn Williams, Jeff Williams, Rodney van Buizen | Herren-Turnier | VR1: 1:4-Niederlage gegen Kuba VR2: 0:3-Niederlage gegen Chinesisch-Taipeh VR3: 6:0-Sieg gegen Italien VR4: 9:4-Sieg gegen Japan VR5: 11:6-Sieg gegen Griechenland VR6: 22:2-Sieg gegen die Niederlande VR7: 0:11-Niederlage gegen Kanada HF: 1:0-Sieg gegen Japan Finale: 2:6-Niederlage gegen Kuba, Platz 2 |

### Basketball
Legende: VR = Vorrundenspiel, VF = Viertelfinale, HF = Halbfinale, FR = Finalrunde
| Namen | Wettbewerb     | Ergebnisse |
| --- | -------------- | --- |
| Suzy Batkovic-Brown, Sandy Brondello, Allison Cook, Trisha Fallon, Kristi Harrower, Lauren Jackson, Natalie Porter, Alicia Poto, Belinda Snell, Rachael Sporn, Laura Summerton & Penny Taylor | Damen-Turnier  | VR1: 85:73-Sieg gegen Nigeria VR2: 75:56-Sieg gegen Russland VR3: 97:78-Sieg gegen Japan VR4: 77:40-Sieg gegen Griechenland VR5: 84:66-Sieg gegen Brasilien VF: 94:55-Sieg gegen Neuseeland HF: 88:75-Sieg gegen Brasilien Finale: 63:74-Niederlage gegen die USA, Platz 2 |
| David Andersen, Andrew Bogut, Calvin Bruton, Martin Cattalini, Shane Heal, Brett Maher, Matthew Nielsen, John Rillie, Paul Rogers, Tony Ronaldson, Glen Saville & Jason Smith                 | Herren-Turnier | VR1: 54:76-Niederlage gegen Griechenland VR2: 83:59-Sieg gegen Angola VR3: 79:89-Niederlage gegen die USA VR4: 82:87-Niederlage gegen Puerto Rico VR5: 85:100-Niederlage gegen Litauen FR: 98:80-Sieg gegen Neuseeland, Platz 9                                            |

### Bogenschießen
| Namen                                               | Wettbewerb | Ergebnisse |
| --------------------------------------------------- | ---------- | --- |
| Deonne Bridger                                      | Einzel     | Vorkampf: 620 Punkte, Platz 39 1. Runde: 145:150-Niederlage gegen Viktoriya Beloslyudtseva aus Kasachstan |
| Jo-Ann Galbraith                                    | Einzel     | Vorkampf: 596 Punkte, Platz 57 1. Runde: 116:138-Niederlage gegen Evangelia Psarra aus Griechenland |
| Melissa Jennison                                    | Einzel     | Vorkampf: 628 Punkte, Platz 29 Runde 1: 132:121-Sieg gegen Stephanie Arnold aus den USA Platz 2: 158 (8):158 (9)-Niederlage gegen He Ying aus China |
| David Barnes                                        | Einzel     | Vorkampf: 649 Punkte, Platz 31 Runde 1: 151:160-Niederlage gegen Jonas Andersson aus Schweden |
| Tim Cuddihy                                         | Einzel     | Vorkampf: 663 Punkte, Platz 12 Runde 1: 148:127-Sieg gegen Thomas Naglieri aus Frankreich Runde 2: 164:163-Sieg gegen Michael Frankenberg aus Deutschland Achtelfinale: 166:165-Sieg gegen Jang Yong-ho aus Südkorea Viertelfinale: 112:111-Sieg gegen Park Kyung-mo aus Südkorea Halbfinale: 115 (9):115 (10)-Niederlage gegen Hiroshi Yamamoto aus Japan Finalrunde: 113:112-Sieg gegen den Briten Larry Godfrey, Platz 3 |
| Simon Fairweather                                   | Einzel     | Vorkampf: 658 Punkte, Platz 20 Runde 1: 137:141-Niederlage gegen Anton Prylepau aus Belarus |
| Deonne Bridger, Jo-Ann Galbraith & Melissa Jennison | Team       | Vorkampf: 1844 Punkte, Platz 15 Achtelfinale: 233:248-Niederlage gegen China |
| David Barnes, Tim Cuddihy & Simon Fairweather       | Team       | Vorkampf: 1962 Punkte, Platz 7 Achtelfinale: 248:236-Sieg gegen Indien Viertelfinale: 247:250-Niederlage gegen Chinesisch Taipeh |

### Boxen
| Name                | Wettbewerb                       | Ergebnisse |
| ------------------- | -------------------------------- | --- |
| Peter Wakefield     | Halbfliegengewicht · (bis 48 kg) | Runde 1: Freilos Runde 2: 20:29-Niederlage gegen Joseph Jermia aus Namibia                                                              |
| Bradley Hore        | Fliegengewicht · (bis 51 kg)     | Runde 1: 18:32-Niederlage gegen Ronald Siler aus den USA                                                                                |
| Joel Brunker        | Bantamgewicht · (bis 54 kg)      | Runde 1: Niederlage gegen Ağası Məmmədov aus Aserbaidschan                                                                              |
| Ryan Langham        | Federgewicht · (bis 57 kg)       | Runde 1: Niederlage gegen Viorel Simion aus Rumänien                                                                                    |
| Anthony Little      | Leichtgewicht · (bis 60 kg)      | Runde 1: 27:8-Sieg gegen Taoufik Chobba aus Tunesien Runde 2: Niederlage gegen Murat Petrowitsch Chratschow aus Russland                |
| Anoushirvan Nourian | Halbweltergewicht · (bis 64 kg)  | Runde 1: 51:22-Sieg gegen Kitson Julie von den Seychellen Runde 2: 25:33-Niederlage gegen Michele di Rocco aus Italien                  |
| Ged O’Mahony        | Weltergewicht · (bis 69 kg)      | Runde 1: 27:54-Niederlage gegen Viktor Polyakov aus der Ukraine                                                                         |
| Jamie Pittman       | Mittelgewicht · (bis 75 kg)      | Runde 1: 23:24-Niederlage gegen Lukas Wilaschek aus Deutschland                                                                         |
| Adam Forsyth        | Schwergewicht · (bis 91 kg)      | Runde 1: Freilos Runde 2: 32:22-Sieg gegen Vedran Đipalo aus Kroatien Viertelfinale: 12:27-Niederlage gegen Mohamed Elsayed aus Ägypten |

### Fechten
| Namen            | Wettbewerb      | Ergebnisse |
| ---------------- | --------------- | --- |
| Evelyn Halls     | Degen, Einzel   | 15:14-Sieg gegen Lee Keum-nam aus Südkorea Achtelfinale: 10:15-Niederlage gegen Maureen Nisima aus Frankreich Platz 14 |
| Seamus Robinson  | Degen, Einzel   | Vorrunde: 5:15-Niederlage gegen Pawel Anatoljewitsch Kolobkow aus Russland Platz 26                                    |
| Frank Bartolillo | Florett, Einzel | Vorrunde: 8:15-Niederlage gegen Wu Hanxiong aus China Platz 27                                                         |

### Fußball
Legende: GS = Gruppenspiel, VF = Viertelfinale
| Namen | Wettbewerb     | Ergebnisse |
| --- | -------------- | --- |
| Dianne Alagich, Rhian Davies, Lisa De Vanna, Gillian Foster, Heather Garriock, Cassandra Kell, Selin Kuralay, Kylie Ledbrook, Joanne Peters, Karla Reuter, Cheryl Salisbury, Sally Shipard, Thea Slatyer, Danielle Small, Sacha Wainwright & Sarah Walsh | Frauen-Turnier | GS1: 0:1-(0:1)-Niederlage gegen Brasilien GS2: 1:0-(1:0)-Sieg gegen Griechenland GS3: 1:1-(1:0)-Unentschieden gegen die USA VF: 1:2-(0:2)-Niederlage gegen Schweden, Platz 5          |
| John Aloisi, Alex Brosque, Tim Cahill, Shane Cansdell-Sherriff, Anthony Danze, Spase Dilevski, Ahmad Elrich, Eugene Galekovic, Ryan Griffiths, Brett Holman, Adrian Madaschi, Jon McKain, Craig Moore, Jade North, Carl Valeri & Luke Wilkshire          | Herren-Turnier | GS1: 1:1-(1:0)-Unentschieden gegen Tunesien GS2: 5:1-(2:0)-Sieg gegen Serbien und Montenegro GS3: 0:1-(0:1)-Niederlage gegen Argentinien VF: 0:1-(0:0)-Niederlage gegen Irak, Platz 7 |

### Gewichtheben
| Namen                      | Wettbewerb                      | Ergebnisse                                                                                             |
| -------------------------- | ------------------------------- | --- |
| Deborah Lovely (74,71 kg)  | Klasse bis 75 kg                | Reißen: 92,5 kg / 92,5 kg / 97,5 kg, Stoßen: 110,0 kg / 115,0 kg / 120,0 kg total: 207,5 kg, Platz 13  |
| Sergo Chakhoyan (84,15 kg) | Leichtschwergewicht (bis 85 kg) | Reißen: 175,0 kg / 175,0 kg / 177,5 kg, Stoßen: 205,0 kg / 205,0 kg / 207,5 kg Wettkampf nicht beendet |

### Hockey
| Namen | Wettbewerb     | Ergebnisse |
| --- | -------------- | --- |
| Katie Allen, Nic Arrold, Carmel Bakurski, Toni Cronk, Louise Dobson, Suzie Faulkner, Peta Gallagher, Emily Halliday, Nikki Hudson, Rachel Imison, Bianca Netzler, Angie Skirving, Triny Powell, Karen Smith, Julie Towers & Melanie Twitt-Wells | Damen-Turnier  | Gruppenspiel 1: 1:2 (0:2)-Niederlage gegen Deutschland Gruppenspiel 2: 3:0 (2:0)-Sieg gegen Südafrika Gruppenspiel 3: 2:2 (1:1)-Unentschieden gegen Südkorea Gruppenspiel 4: 0:1 (0:0)-Niederlage gegen die Niederlande Qualifikation: 3:1 (3:1)-Sieg gegen Japan Spiel um Platz 5: 3:0 (1:0)-Sieg gegen Neuseeland, Platz 5                                             |
| Michael Brennan, Travis Brooks, Dean Butler, Michael McCann, Liam De Young, Jamie Dwyer, Nathan Eglington, Troy Elder, Bevan George, Rob Hammond, Mark Hickman, Mark Knowles, Brent Livermore, Stephen Mowlam, Grant Schubert & Matthew Wells   | Herren-Turnier | Gruppenspiel 1: 4:1 (2:0)-Sieg gegen Neuseeland Gruppenspiel 2: 2:2 (1:2)-Unentschieden gegen Argentinien Gruppenspiel 3: 4:3 (1:1)-Sieg gegen Indien Gruppenspiel 4: 3:2 (2:1)-Sieg gegen Südafrika Gruppenspiel 5: 1:2 (1:2)-Niederlage gegen die Niederlande Halbfinale: 6:3 (3:1)-Sieg gegen Spanien Finale: 2:1 n. V. (1:1/1:0)-Sieg gegen die Niederlande, Platz 1 |

### Judo
| Name             | Wettbewerb                      | Ergebnisse |
| ---------------- | ------------------------------- | --- |
| Sonya Chervonsky | Superleichtgewicht (bis 48 kg)  | 1. Runde: 0000:0200-Niederlage gegen Frédérique Jossinet aus Frankreich Hoffnungskampf: 0000:1000-Niederlage gegen Tatiana Moskvina aus Belarus |
| Mária Pekli      | Leichtgewicht · (bis 57 kg)     | 1. Runde: 0000:1000-Niederlage gegen Lena Göldi aus der Schweiz |
| Carly Dixon      | Halbmittelgewicht · (bis 63 kg) | 1. Runde: Freilos 2. Runde: 0000:1010-Niederlage gegen Lucie Décosse aus Frankreich |
| Catherine Arlove | Mittelgewicht · (bis 70 kg)     | 1. Runde: Freilos 2. Runde: 0100:0001-Sieg gegen Andrea Pažoutová aus Tschechien Viertelfinale: 0100:0010-Sieg gegen Kim Ryon-mi aus Nordkorea Halbfinale: 0010–0100-Niederlage gegen Masae Ueno aus Japan Finalrunde: 0001–1010-Niederlage gegen Qin Dongya aus China, Platz 5             |
| Jessica Malone   | Schwergewicht · (über 78 kg)    | 1. Runde: Freilos 2. Runde: 0000:1000-Niederlage gegen Maki Tsukada aus Japan Hoffnungskampf: 0000:1000-Niederlage gegen Maryna Prokofjewa aus der Ukraine |
| Scott Fernandis  | Superleichtgewicht (bis 60 kg)  | 1. Runde: 0000:1000-Niederlage gegen Craig Fallon aus dem Vereinigten Königreich |
| Heath Young      | Halbleichtgewicht (bis 66 kg)   | 1. Runde: 0103–0000-Sieg gegen Juan José Paz aus Bolivien 2. Runde: 0001:1001-Niederlage gegen Yordanis Arencibia aus Kuba Hoffnungskampf: 0000:1000-Niederlage gegen Ludwig Ortiz aus Venezuela                                                                                            |
| Andrew Collett   | Leichtgewicht · (bis 73 kg)     | 1. Runde: 0001:1001-Niederlage gegen Krzysztof Wiłkomirski aus Polen |
| Morgan Endicott  | Halbmittelgewicht (bis 81 kg)   | 1. Runde: 0000:1002-Niederlage gegen Ilias Iliadis aus Griechenland Hoffnungskampf 1: 1000:0000-Sieg gegen Ariel Sganga aus Argentinien Hoffnungskampf 2: 0000:1001-Niederlage gegen Kwon Young-woo aus Südkorea                                                                            |
| Daniel Kelly     | Mittelgewicht · (bis 90 kg)     | 1. Runde: 0000:1100-Niederlage gegen den Briten Winston Gordon Hoffnungskampf 1: 1010:0000-Sieg gegen Vicbart Geraldino aus der Dom. Republik Hoffnungskampf 2: 0011:0010-Sieg gegen Carlos Honorato aus Brasilien Hoffnungskampf 3: 0001:0100-Niederlage gegen Chassanbi Taow aus Russland |
| Martin Kelly     | Halbschwergewicht (bis 100 kg)  | 1. Runde: 1101:0010-Sieg gegen Barry Kirk Jackman aus Barbados 2. Runde: 0000:1000-Niederlage gegen Kōsei Inoue aus Japan |
| Semír Pepic      | Schwergewicht (über 100 kg)     | 1. Runde: 1000:0000-Sieg gegen Sergio Camacho aus Kolumbien 2. Runde: 1010:0000-Sieg gegen Martin Boonzaayer aus den USA Viertelfinale: 0100:0110-Niederlage gegen Mahmoudreza Miran aus dem Iran Hoffnungskampf: 0010:0110-Niederlage gegen Selim Tataroğlu aus der Türkei                 |

### Kanu
| Name/n                                                    | Wettbewerb              | Ergebnisse |
| --------------------------------------------------------- | ----------------------- | --- |
| Amanda Rankin                                             | Einer-Kajak 500 m       | Vorlauf 2 (von 3): 1:56,678 min, Platz 7 Halbfinale 1 (von 2): 1:56,198 min, Platz 7                                       |
| Nathan Baggaley                                           | Einer-Kajak 500 m       | Vorlauf 1 (von 4): 1:37,997 min, Platz 2 Halbfinale 3 (von 3): 1:39,031 min, Platz 2 Finale: 1:38,467 min, Platz 2         |
| Nathan Baggaley                                           | Einer-Kajak 1000 m      | Vorlauf 3 (von 3): 3:29,414 min, Platz 2 Halbfinale 1 (von 2): 3:28,417 min, Platz 1 Finale: 3:28,310 min, Platz 4         |
| Paula Harvey & Susan Tegg                                 | Zweier-Kajak 500 m      | Vorlauf 2 (von 2): 1:46,319 min, Platz 7 Halbfinale: 1:51,402 min, Platz 9                                                 |
| Nathan Baggaley & Clint Robinson                          | Zweier-Kajak 500 m      | Vorlauf 2 (von 3): 1:30,869 min, Platz 4 Halbfinale 2 (von 2): 1:30,710 min, Platz 2 Finale: 1:27,920 min, Platz 2         |
| Daniel Collins & David Rhodes                             | Zweier-Kajak 1000 m     | Vorlauf 1 (von 2): 3:11,272 min, Platz 3 Finale: 3:19,956 min, Platz 4                                                     |
| Chantal Meek, Amanda Rankin, Kate Barclay & Lisa Oldenhof | Vierer-Kajak 500 m      | Vorlauf 1 (von 2): 1:35,078 min, Platz 4 Halbfinale: 1:33,977 min, Platz 1 Finale: 1:38,116 min, Platz 6                   |
| Martin Marinow                                            | Einer-Canadier 500 m    | Vorlauf 1 (von 3): 1:49,698 min, Platz 2 Halbfinale 2 (von 2): 1:51,219 min, Platz 4                                       |
| Louise Natoli                                             | Slalom, Einer-Kajak     | Vorläufe: 115,83 s + 111,38 s = 227,21 s, Platz 8 Halbfinale: 113,24 s, Platz 9 Finale: 111,80 s; total: 227,44 s, Platz 7 |
| Warwick Draper                                            | Slalom, Einer-Kajak     | Vorläufe: 99,69 s + 101,41 s = 201,10 s, Platz 18 Halbfinale: 97,03 s, Platz 10 Finale: 100,40 s; total: 197,43 s, Platz 9 |
| Robin Bell                                                | Slalom, Einer-Canadier  | Vorläufe: 100,11 s + 112,57 s = 212,68 s, Platz 12 Halbfinale: 97,48 s, Platz 4 Finale: 95,35 s; total: 192,83 s, Platz 4  |
| Mark Bellofiore & Lachie Milne                            | Slalom, Zweier-Canadier | Vorläufe: 114,07 s + 164,29 s = 278,36 s, Platz 12                                                                         |

### Leichtathletik
Sprints und Kurzstreckenläufe
| Name/n                                                     | Wettbewerb        | Ergebnisse |
| ---------------------------------------------------------- | ----------------- | --- |
| Josh Ross                                                  | 100 Meter         | Vorlauf 7 (von 10): 10,24 s, Platz 3 Viertelfinale 4 (von 5): 10,22 s                                                                                            |
| Adam Basil, Paul di Bella, Patrick Johnson & Joshua Ross   | 4 × 100 m Staffel | Vorlauf 1 (von 2): 38,49 s, Platz 3 Finale: 38,56 s, Platz 6 |
| Lauren Hewitt                                              | 200 Meter         | Vorlauf 7 (von 7): 22,87 s, Platz 4 Viertelfinale 4 (von 4): 23,44 s, Platz 8                                                                                    |
| Adam Miller                                                | 200 Meter         | Vorlauf 5 (von 7): 21,31 s, Platz 8 |
| Clinton Hill                                               | 400 Meter         | Vorlauf 8 (von 8): 45,89 s, Platz 4 |
| Casey Vincent                                              | 400 Meter         | Vorlauf 2 (von 8): 46,09 s, Platz 4 |
| Patrick Dwyer, Clinton Hill, Mark Ormrod & John Steffensen | 4 × 400 m Staffel | Vorlauf 1 (von 2): 3:03,06 min, Platz 4 Finale: 3:00,60 min, Platz 2                                                                                             |
| Jana Pittman                                               | 400 Meter Hürden  | Jana Pittman ging als amtierende Weltmeisterin an den Start. Vorlauf 2 (von 5): 54,83 s, Platz 1 Halbfinale 1 (von 2): 54,05 s, Platz 2 Finale: 53,92 s, Platz 5 |

Mittel- und Langstreckenläufe, Gehen
| Name              | Wettbewerb       | Ergebnisse                                                             |
| ----------------- | ---------------- | ---------------------------------------------------------------------- |
| Tamsyn Lewis      | 800 Meter        | Vorlauf 3 (von 6): 2:02,67 min, Platz 5                                |
| Sarah Jamieson    | 1500 Meter       | Vorlauf 3 (von 3): 4:09,25 min, Platz 11                               |
| Craig Mottram     | 5000 Meter       | Vorlauf 1 (von 2): 13:21,88 min, Platz 4 Finale: 13:25,70 min, Platz 8 |
| Haley McGregor    | 10.000 Meter     | 33:35,27 min (+ 3:10,91 min), Platz 25                                 |
| Benita Willis     | 10.000 Meter     | 32:32,01 min (+ 2:07,65 min), Platz 24                                 |
| Kerryn McCann     | Marathon         | 2:41:41 h (+ 15:21 min), Platz 31                                      |
| Sisay Bezabeh     | Marathon         | 2:25:26 h Platz 60                                                     |
| Nicholas Harrison | Marathon         | 2:21:42 h, Platz 45                                                    |
| Lee Troop         | Marathon         | 2:18:46 h, Platz 29                                                    |
| Peter Nowill      | 3000 m Hindernis | Vorlauf 3 (von 3): 8:29,14 min, Platz 7                                |
| Jane Saville      | 20 km Gehen      | 1:29:25 h (+ 0:13 min), Platz 3                                        |
| Natalie Saville   | 20 km Gehen      | 1:36:54 h (+ 7:42 min), Platz 36                                       |
| Cheryl Webb       | 20 km Gehen      | 1:37:40 h (+ 8:28 min), Platz 38                                       |
| Luke Adams        | 20 km Gehen      | 1:23:52 h (+ 4:12 min), Platz 16                                       |
| Nathan Deakes     | 20 km Gehen      | 1:20:02 h (+ 0:22 min), Platz 3                                        |
| Nathan Deakes     | 50 km Gehen      | Wettkampf nicht beendet                                                |

Sprung- und Wurfwettbewerbe
| Name/n                | Wettbewerb     | Ergebnisse |
| --------------------- | -------------- | --- |
| Petrina Price         | Hochsprung     | Qualifikation: 1,80 m, Platz 34                                                                                  |
| Kym Howe              | Stabhochsprung | Qualifikation: 4,30 m, Platz 16                                                                                  |
| Paul Burgess          | Stabhochsprung | Qualifikation: 5,70 m, Platz 3 Finale: 5,55 m, Platz 11                                                          |
| Steven Hooker         | Stabhochsprung | Qualifikation: 5,30 m, Platz 28                                                                                  |
| Dmitri Markov         | Stabhochsprung | Qualifikation: 5,50 m, Platz 22                                                                                  |
| Bronwyn Thompson      | Weitsprung     | Qualifikation: 6,63 m / x / 6,80 m (SB), Platz 2 Finale: 6,79 m / x / 6,92 m / 6,96 m (SB) / x / 6,70 m, Platz 4 |
| Andrew Murphy         | Dreisprung     | Qualifikation: 16,59 m / 16,82 m / x, Platz 11                                                                   |
| Justin Anlezark       | Kugelstoßen    | Qualifikation: 18,53 m / 20,45 m / x, Platz 6 Finale: 20,07 m / x / 20,31 / x / x / x, Platz 6                   |
| Bronwyn Eagles        | Hammerwurf     | Qualifikation: x / 64,09 m / x, Platz 32                                                                         |
| Brooke Krueger        | Hammerwurf     | Qualifikation: 63,00 m / x / 63,88 m, Platz 33                                                                   |
| Stuart Rendell        | Hammerwurf     | Qualifikation: x / 72,61 m / x, Platz 26                                                                         |
| Oliver Dziubak        | Speerwurf      | Qualifikation: 77,21 m / 78,53 m / 75,57 m, Platz 19                                                             |
| William Hamlyn-Harris | Speerwurf      | Qualifikation: 69,64 m / 74,34 m / 77,43 m, Platz 21                                                             |

Mehrkampf
| Name          | Wettbewerb  | Ergebnisse |
| ------------- | ----------- | --- |
| Kylie Wheeler | Siebenkampf | 100 Meter Hürden: 13,88 s / 995 Punkte (23) Hochsprung: 1,79 m / 996 Punkte (11) Kugelstoßen: 13,18 m / 739 Punkte (16) 200-Meter-Lauf: 24,35 s / 947 Punkte (8) Weitsprung: 6,36 m / 859 Punkte (5) Speerwurf: 37,77 m / 753 Punkte (27) 800-Meter-Lauf: 2:17,65 min / 842 Punkte (16) total: 6090 Punkte (- 862 Punkte), Platz 18 |

### Moderner Fünfkampf
| Name              | Wettbewerb | Ergebnisse |
| ----------------- | ---------- | --- |
| Eszter Hortobagyi | Einzel     | Pistolenschießen: 169 Ringe / 964 Punkte Degenfechten: 13:18 / 748 Punkte Schwimmen, 200 m Freistil: 2:29,42 min / 1128 Punkte Springreiten: 56 Fehlerpunkte / 1144 Punkte 3000-m-Querfeldeinlauf: 11:11,44 min / 1036 Punkte total: 4964 Punkte, Platz 20 |
| Alexander Parygin | Einzel     | Pistolenschießen: 169 Ringe / 964 Punkte Degenfechten: 13:19 / 748 Punkte Schwimmen, 200 m Freistil: 2:14,14 min / 1192 Punkte Springreiten: 196 Fehlerpunkte / 1004 Punkte 3000-m-Querfeldeinlauf: 10:01,57 min / 996 Punkte total: 4904 Punkte, Platz 27 |

### Radsport
| Sportart |   |   |   | total |
| -------- | - | - | - | ----- |
| Radsport | 6 | 2 | 3 | 11    |

Bahn
Legende: SF = Sechzehntelfinale, AF = Achtelfinale, VF = Viertelfinale, HF = Halbfinale, FR = Finalrennen, HO = Hoffnungslauf
| Name                                                                                          | Wettbewerb                   | Ergebnisse |
| --------------------------------------------------------------------------------------------- | ---------------------------- | --- |
| Anna Meares                                                                                   | Sprint                       | Qualifikation: 11,291 s / 63,737 km/h, Platz 1 AF: Sieg gegen Ewgenija Radanowa aus Bulgarien VF: Sieg gegen Katrin Meinke aus Deutschland HF: Niederlage gegen Lori-Ann Muenzer aus Kanada FR: Sieg gegen Svetlana Grankovskaya aus Russland, Platz 3                              |
| Ryan Bayley                                                                                   | Sprint                       | Qualifikation: 10,177 s / 70,477 km/h, Platz 1 SF: Sieg gegen Stefan Nimke aus Deutschland AF: Sieg gegen Josiah Ng aus Malaysia VF: Sieg gegen Barry Forde aus Barbados HF: Sieg gegen Laurent Gané aus Frankreich Finale: Sieg gegen Theo Bos aus den Niederlanden, Platz 1       |
| Sean Eadie                                                                                    | Sprint                       | Qualifikation: 10,454 s / 68,873 km/h, Platz 9 SF: Sieg gegen Łukasz Kwiatkowski aus Polen AF: Niederlage gegen Mickaël Bourgain aus Frankreich HO: Niederlage gegen Ross Edgar (UK) und Josiah Ng (MAL) FR: Niederlage gegen Villanueva (ESP), Mulder (NED) und Ng (MAL), Platz 12 |
| Anna Meares                                                                                   | 500 m Zeitfahren             | 33,952 s (WR), Platz 1 |
| Shane Kelly                                                                                   | 1000 m Zeitfahren            | 1:01,224 min, Platz 4 |
| Katherine Bates                                                                               | 3000 m Einzelverfolgung      | Qualifikation: 3:31,236 min, Platz 4 HF: Sieg gegen Jelena Tschalych aus Russland FR: Niederlage gegen Leontien van Moorsel aus den Niederlanden, Platz 4 |
| Katie Mactier                                                                                 | 3000 m Einzelverfolgung      | Qualifikation: 3:29,945 min, Platz 2 HF: Sieg gegen die Britin Emma Davies Finale: Niederlage gegen Sarah Ulmer aus Neuseeland, Platz 2 |
| Bradley McGee                                                                                 | 4000 m Einzelverfolgung      | Qualifikation: 4:17,510 min, Platz 3 HF: Sieg gegen Robert Bartko aus Deutschland Finale: Niederlage gegen Bradley Wiggins (UK), Platz 2 |
| Luke Roberts                                                                                  | 4000 m Einzelverfolgung      | Qualifikation: 4:19,353 min, Platz 7 HF: Niederlage gegen Sergi Escobar aus Spanien, Platz 5 |
| Katherine Bates                                                                               | Punktefahren                 | 7 Punkte, Platz 8 |
| Mark Renshaw                                                                                  | Punktefahren                 | 60 Punkte, Platz 6 |
| Ryan Bayley                                                                                   | Keirin                       | Runde 1, erster Vorlauf: Platz 1 Runde 2, erster Vorlauf: Platz 1 Finale: Platz 1 |
| Shane Kelly                                                                                   | Keirin                       | Runde 1, dritter Vorlauf: Platz 1 Runde 2, zweiter Vorlauf: Platz 1 Finale: Platz 3 |
| Graeme Brown & Stuart O’Grady                                                                 | Madison                      | 22 Punkte, Platz 1 |
| Ryan Bayley, Sean Eadie & Shane Kelly                                                         | Olympischer Sprint           | Qualifikation: 44,512 s / 60,657 km/h, Platz 5 1. Rennen: Sieg gegen Escuredo/Meliá/Villanueva (ESP) FR: Niederlage gegen Bourgain/Gené/Tournant (FRA), Platz 4 |
| Graeme Brown, Brett Lancaster, Bradley McGee, Luke Roberts, Peter Dawson & Stephen Wooldridge | 4000 m Mannschaftsverfolgung | Qualifikation: 4:00,613 min, Platz 1 HF: Sieg gegen das Team aus Litauen Finale: Sieg gegen das britische Team, Platz 1 |

Mountainbike
| Name           | Wettbewerb             | Ergebnisse          |
| -------------- | ---------------------- | ------------------- |
| Lisa Mathison  | Cross Country, 31,3 km | 2:07:01 h, Platz 10 |
| Joshua Fleming | Cross Country, 43,3 km | 2:29:54 h, Platz 31 |
| Sid Taberlay   | Cross Country, 43,3 km | 2:26:16 h, Platz 23 |

Straße
| Name           | Wettbewerb              | Ergebnisse            |
| -------------- | ----------------------- | --------------------- |
| Sara Carrigan  | Straßenrennen, 118,8 km | 3:24:24 h, Platz 1    |
| Olivia Gollan  | Straßenrennen, 118,8 km | 3:25:42 h, Platz 12   |
| Oenone Wood    | Straßenrennen, 118,8 km | 3:25:03 h, Platz 4    |
| Baden Cooke    | Straßenrennen, 224,4 km | Rennen nicht beendet  |
| Robbie McEwen  | Straßenrennen, 224,4 km | 5:41:56 h, Platz 11   |
| Stuart O’Grady | Straßenrennen, 224,4 km | 5:41:56 h, Platz 32   |
| Michael Rogers | Straßenrennen, 224,4 km | Rennen nicht beendet  |
| Matthew White  | Straßenrennen, 224,4 km | Rennen nicht beendet  |
| Oenone Wood    | Einzelzeitfahren, 24 km | 32:16,00 min, Platz 6 |
| Michael Rogers | Einzelzeitfahren, 48 km | 58:01,67 min, Platz 3 |

### Reiten
| Namen | Wettbewerb             | Ergebnisse |
| --- | ---------------------- | --- |
| Mary Hanna auf Limbo | Dressur, Einzel        | 65,417 / 65,000 / 67,500 / 65,208 / 64,375 Punkte total Ø: 65,500 Punkte, Platz 39 |
| Ricky MacMillan auf Crisp | Dressur, Einzel        | 65,000 / 65,000 / 66,042 / 67,917 / 65,625 Punkte total Ø: 65,917 Punkte, Platz 37 |
| Tim Amitrano auf Mr Innocent | Springreiten, Einzel   | 1. Runde: 36 Straf- und 2 Zeitpunkte, Platz 75 2. Runde: 44 Straf- und 2 Zeitpunkte; gesamt 80 Straf- und 4 Zeitpunkte, Platz 71 |
| Olivia Bunn auf Top of the Line | Vielseitigkeit, Einzel | Dressur: 68,4/71,2/70,0 / Ø = 69,87 Punkte, 45,2 Fehlerpunkte, Platz 16 Geländeritt: 1,2 Fehlerpunkte; gesamt: 46,4 Fehlerpunkte, Platz 15 Wettkampf nicht beendet |
| Phillip Dutton auf Nova Top | Vielseitigkeit, Einzel | Dressur: 68,4/69,2/68,8 / Ø = 68,80 Punkte, 46,8 Fehlerpunkte, Platz 21 Geländeritt: 0 Fehlerpunkte; gesamt: 46,8 Fehlerpunkte, Platz 16 Springen, Qualifikation: 4 Fehlerpunkte; gesamt: 50,8 Fehlerpunkte, Platz 10 Springen, Finale: 12 Fehlerpunkte; insgesamt: 62,8 Fehlerpunkte, Platz 13 |
| Andrew Hoy auf Mr Pracatan | Vielseitigkeit, Einzel | Dressur: 70,4/73,6/68,8 / Ø = 70,93 Punkte, 43,6 Fehlerpunkte, Platz 11 Geländeritt: 75,8 Fehlerpunkte; gesamt: 119,4 Fehlerpunkte, Platz 62 Springen, Qualifikation: 16 Fehlerpunkte; gesamt: 135,4 Fehlerpunkte, Platz 57                                                                     |
| Rebel Morrow auf Oaklea Groover | Vielseitigkeit, Einzel | Dressur: 72,0/71,6/75,2 / Ø = 72,93 Punkte, 40,6 Fehlerpunkte, Platz 7 Geländeritt: 1,6 Fehlerpunkte; gesamt: 42,2 Fehlerpunkte, Platz 7 Springen, Qualifikation: 8 Fehlerpunkte; gesamt: 50,2 Fehlerpunkte, Platz 9 Springen, Finale: 10 Fehlerpunkte; insgesamt: 60,2 Fehlerpunkte, Platz 11  |
| Stuart Tinney auf Jeepster | Vielseitigkeit, Einzel | Dressur: 68,4/67,6/66,4 / Ø = 67,47 Punkte, 48,8 Fehlerpunkte, Platz 27 Geländeritt: 0 Fehlerpunkte; gesamt: 48,8 Fehlerpunkte, Platz 19 Springen, Qualifikation: 36 Fehlerpunkte; gesamt: 84,8 Fehlerpunkte, Platz 38                                                                          |
| Olivia Bunn auf Top of the Line, Phillip Dutton auf Nova Top, Andrew Hoy auf Mr Pracatan, Rebel Morrow auf Oaklea Groover & Stuart Tinney auf Jeepster | Vielseitigkeit, Team   | total: 185,8 Fehlerpunkte, Platz 6 |

### Ringen
| Namen    | Wettbewerb                            | Ergebnisse |
| -------- | ------------------------------------- | --- |
| Ali Abdo | Freistil, · Weltergewicht (bis 74 kg) | Qualifikationsrunde 1: 0:4-Niederlage gegen Murad Hajdarau aus Belarus Qualifikationsrunde 2: 0:4-Niederlage gegen Salvatore Rinella aus Italien Platz 20 |

### Rudern
| Name/n | Wettbewerb                            | Ergebnisse |
| --- | ------------------------------------- | --- |
| Craig Jones | Einer                                 | Vorlauf 2 (von 6): 7:19,71 min, Platz 2 Hoffnungslauf 5 (von 6): 7:06,13 min, Platz 1 Halbfinale A (von E): 7:05,94 min, Platz 4 Finale B (von E):6:58,48 min, Platz 5; total: Platz 11  |
| Donna Martin & Jane Robinson | Doppelzweier                          | Vorlauf 1 (von 2): 7:41,20 min, Platz 4; total: Platz 9 |
| Brendan Long & Peter Hardcastle | Doppelzweier                          | Vorlauf 1 (von 3): 6:52,34 min, Platz 3 Halbfinale A (von B): 6:22,69 min, Platz 6 Finale B: 6:22,57 min, Platz 5; total: Platz 12                                                       |
| Sally Newmarch & Amber Halliday | Leichtgewichts-Doppelzweier           | Vorlauf 3 (von 3): 6:49,90 min (WB), Platz 1 Halbfinale A (von B): 6:54,01 min, Platz 1 Finale: 6:59,91 min, Platz 4                                                                     |
| George Jelbart & Cameron Wurf | Leichtgewichts-Doppelzweier           | Vorlauf 3 (von 4): 6:28,94 min, Platz 4 Hoffnungslauf 4 (von 4): 6:26,10 min, Platz 3 Halbfinale D (von D): 6:27,68 min, Platz 1 Finale C (von C): 6:51,32 min, Platz 4; total: Platz 16 |
| Drew Ginn & James Tomkins | Zweier ohne Steuermann                | Vorlauf 1 (von 3): 6:55,04 min, Platz 1 Halbfinale A (von B): 6:22,60 min, Platz 1 Finale: 6:30,76 min, Platz 1                                                                          |
| Dana Faletic, Rebecca Sattin, Kerry Hore & Amber Bradley                                                                                          | Doppelvierer                          | Vorlauf 2 (von 2): 6:23,46 min, Platz 3 Hoffnungslauf: 6:24,67 min, Platz 3 Finale: 6:34,73 min, Platz 3                                                                                 |
| Scott Brennan, David Crawshay, Duncan Free & Shaun Coulton                                                                                        | Doppelvierer                          | Vorlauf 1 (von 3): 5:46,32 min, Platz 3 Halbfinale A (von B): 5:45,45 min, Platz 4 Finale B: 6:02,31 min, Platz 1; total: Platz 7                                                        |
| Dave McGowan, Rob Jahrling, Tom Laurich & David Dennis                                                                                            | Vierer ohne Steuermann                | Vorlauf 3 (von 3): 6:21,97 min, Platz 1 Halbfinale B (von B): 5:51,81 min, Platz 2 Finale: 6:13,06 min, Platz 4                                                                          |
| Glen Loftus, Anthony Edwards, Benjamin Cureton & Simon Burgess                                                                                    | Leichtgewichts-Vierer ohne Steuermann | Vorlauf 3 (von 3): 5:50,24 min, Platz 1 Halbfinale A (von B): 5:55,22 min, Platz 2 Finale: 5:57,43 min, Platz 2                                                                          |
| Sarah Outhwaite, Jodi Winter, Catriona Oliver, Monique Heinke, Julia Wilson, Sally Robbins, Victoria Roberts, Kyeema Doyle & Katie Foulkes (S)    | Achter                                | Vorlauf 1 (von 2): 6:02,77 min, Platz 4 Hoffnungslauf: 6:09,64 min, Platz 3 Finale: 6:31,65 min, Platz 6                                                                                 |
| Stefan Szczurowski, Stuart Reside, Stuart Welch, James Stewart, Geoffrey Stewart, Boden Hanson, Michael McKay, Stephen Stewart & Michael Toon (S) | Achter                                | Vorlauf 1 (von 2): 5:23,23 min, Platz 1 Finale: 5:45,38 min, Platz 3 |

### Schießen
| Name/n              | Wettbewerb                      | Ergebnisse                                                                                     |
| ------------------- | ------------------------------- | ---------------------------------------------------------------------------------------------- |
| Timothy Lowndes     | Kleinkaliber liegend 50 m       | Qualifikation: 98 + 99 + 99 + 100 + 97 + 99 = 592 Punkte, Platz 16                             |
| Warren Potent       | Kleinkaliber liegend 50 m       | Qualifikation: 97 + 94 + 97 + 100 + 98 + 100 = 586 Punkte, Platz 42                            |
| Kim Frazer          | Kleinkaliber Dreistellungskampf | Qualifikation: 97 + 95 + 88 + 91 + 91 + 93 = 555 Punkte, Platz 32                              |
| Susan McCready      | Kleinkaliber Dreistellungskampf | Qualifikation: 95 + 99 + 95 + 92 + 93 + 93 = 567 Punkte, Platz 25                              |
| Timothy Lowndes     | Kleinkaliber Dreistellungskampf | Qualifikation: 398 + 374 + 389 = 1161 Punkte, Platz 12                                         |
| Sue McCready        | Luftgewehr 10 m                 | Qualifikation: 97 + 98 + 97 + 99 = 391 Punkte, Platz 27                                        |
| Matthew Inabinet    | Luftgewehr 10 m                 | Qualifikation: 96 + 98 + 97 + 99 + 98 + 96 = 584 Punkte, Platz 41                              |
| Timothy Lowndes     | Luftgewehr 10 m                 | Qualifikation: 97 + 99 + 96 + 100 + 97 + 98 = 587 Punkte, Platz 35                             |
| Bryan Wilson        | Laufende Scheibe 10 m           | Qualifikation: 93 + 87 + 95 + 92 + 86 + 91 = 544 Punkte, Platz 19                              |
| David Moore         | Freie Pistole 50 m              | Qualifikation: 86 + 95 + 86 + 92 + 96 + 95 = 550 Punkte, Platz 24                              |
| Daniel Repacholi    | Freie Pistole 50 m              | Qualifikation: 97 + 91 + 93 + 93 + 87 + 90 = 551 Punkte, Platz 23                              |
| Annette Woodward    | Sportpistole 25 m               | Qualifikation: 94 + 95 + 95 + 98 + 95 + 99 = 576 Punkte, Platz 18                              |
| Lalita Jauhleuskaja | Sportpistole 25 m               | Qualifikation: 94 + 95 + 97 + 96 + 98 + 98 = 578 Punkte, Platz 10                              |
| Bruce Quick         | Schnellfeuerpistole 25 m        | Qualifikation: 97 + 97 + 89 + 98 + 99 + 91 = 571 Punkte, Platz 17                              |
| Linda Ryan          | Luftpistole 10 m                | Qualifikation: 94 + 97 + 91 + 94 = 376 Punkte, Platz 28                                        |
| Lalita Jauhleuskaja | Luftpistole 10 m                | Qualifikation: 92 + 97 + 94 + 96 = 379 Punkte, Platz 21                                        |
| David Moore         | Luftpistole 10 m                | Qualifikation: 95 + 95 + 98 + 95 + 96 + 95 = 574 Punkte, Platz 27                              |
| Daniel Repacholi    | Luftpistole 10 m                | Qualifikation: 94 + 95 + 95 + 96 + 97 + 94 = 571 Punkte, Platz 36                              |
| Suzanne Balogh      | Trap                            | Qualifikation: 23 + 23 + 20 = 66 Punkte, Platz 1 Finale: + 22 = 88 Punkte, Platz 1             |
| Michael Diamond     | Trap                            | Qualifikation: 25 + 22 + 25 + 24 + 23 = 119 Punkte, Platz 8                                    |
| Adam Vella          | Trap                            | Qualifikation: 24 + 25 + 23 + 25 + 24 = 121 Punkte, Platz 5 Finale: + 24 = 145 Punkte, Platz 3 |
| Suzanne Balogh      | Doppel-Trap                     | Qualifikation: 34 + 33 + 30 = 97 Punkte, Platz 13                                              |
| Susan Trindall      | Doppel-Trap                     | Qualifikation: 35 + 33 + 38 = 106 Punkte, Platz 7                                              |
| Steve Haberman      | Doppel-Trap                     | Qualifikation: 43 + 42 + 44 + 129 Punkte, Platz 15                                             |
| Thomas Turner       | Doppel-Trap                     | Qualifikation: 44 + 42 + 40 + 126 Punkte, Platz 19                                             |
| Lauryn Mark         | Skeet                           | Qualifikation: 24 + 22 + 23 = 69 Punkte, Platz 4 Finale: + 23 = 92 Punkte, Platz 4             |
| George Barton       | Skeet                           | Qualifikation: 25 + 23 + 24 + 23 + 23 = 118 Punkte, Platz 29                                   |
| Paul Rahman         | Skeet                           | Qualifikation: 25 + 23 + 24 + 24 + 24 = 120 Punkte, Platz 15                                   |

### Schwimmen
| Sportart  |   |   |   | total |
| --------- | - | - | - | ----- |
| Schwimmen | 7 | 5 | 3 | 15    |

| Name/n | Wettbewerb                | Ergebnisse |
| --- | ------------------------- | --- |
| Michelle Engelsman                                                                                         | 50 m Freistil             | Vorlauf 8 (von 10): 25,28 s, Platz 1 Halbfinale 2 (von 2): 25,13 s, Platz 4 Finale: 25,06 s, Platz 6 |
| Lisbeth Trickett                                                                                           | 50 m Freistil             | Vorlauf 9 (von 10): 25,31 s, Platz 2 Halbfinale 2 (von 2): 24,90 s, Platz 2 Finale: 24,91 s, Platz 3 |
| Ashley Callus                                                                                              | 50 m Freistil             | Vorlauf 11 (von 11): 22,82 s, Platz 8 |
| Brett Hawke                                                                                                | 50 m Freistil             | Vorlauf 9 (von 11): 22,42 s, Platz 4 Halbfinale 1 (von 2): 22,07 s, Platz 2 Finale: 22,18 s, Platz 6 |
| Jodie Henry                                                                                                | 100 m Freistil            | Vorlauf 6 (von 7): 55,13 s, Platz 2 Halbfinale 2 (von 2): 53,52 s (WR), Platz 1 Finale: 53,84 s, Platz 1 |
| Lisbeth Trickett                                                                                           | 100 m Freistil            | Vorlauf 7 (von 7): 54,89 s, Platz 2 Halbfinale 1 (von 2): 55,17 s, Platz 5 |
| Ashley Callus                                                                                              | 100 m Freistil            | Vorlauf 8 (von 9): 50,56 s, Platz 8 |
| Ian Thorpe                                                                                                 | 100 m Freistil            | Vorlauf 8 (von 9): 49,17 s, Platz 1 Halbfinale 1 (von 2): 49,21 s, Platz 3 Finale: 48,56 s, Platz 3 |
| Elka Graham                                                                                                | 200 m Freistil            | Vorlauf 4 (von 6): 2:00,13 min, Platz 2 Halbfinale 2 (von 2): 1:59,44 min, Platz 6 |
| Linda Mackenzie                                                                                            | 200 m Freistil            | Vorlauf 6 (von 6): 2:02,04 min, Platz 7 |
| Grant Hackett                                                                                              | 200 m Freistil            | Vorlauf 7 (von 8): 1:48,90 min, Platz 2 Halbfinale 2 (von 2): 1:47,61 min, Platz 3 Finale: 1:46,56 min, Platz 5 |
| Ian Thorpe                                                                                                 | 200 m Freistil            | Vorlauf 8 (von 8): 1:47,22 min, Platz 1 Halbfinale 2 (von 2): 1:46,65 min, Platz 1 Finale: 1:44,71 min (OR), Platz 1 |
| Elka Graham                                                                                                | 400 m Freistil            | Vorlauf 5 (von 5): 4:11,67 min, Platz 5 |
| Linda Mackenzie                                                                                            | 400 m Freistil            | Vorlauf 3 (von 5): 4:08,46 min, Platz 3 Finale: 4:10,92 min, Platz 7 |
| Grant Hackett                                                                                              | 400 m Freistil            | Vorlauf 6 (von 6): 3:46,55 min, Platz 1 Finale: 3:43,36 min, Platz 2 |
| Ian Thorpe                                                                                                 | 400 m Freistil            | Vorlauf 5 (von 6): 3:46,36 min, Platz 1 Finale: 3:43,10 min, Platz 1 |
| Linda Mackenzie                                                                                            | 800 m Freistil            | Vorlauf 3 (von 4): 8:35,90 min, Platz 3 |
| Sarah Paton                                                                                                | 800 m Freistil            | Vorlauf 2 (von 4): 8:35,81 min, Platz 4 |
| Grant Hackett                                                                                              | 1500 m Freistil           | Vorlauf 5 (von 5): 15:01,89 min, Platz 2 Finale: 14:43,40 min (OR), Platz 1 |
| Craig Stevens                                                                                              | 1500 m Freistil           | Vorlauf 5 (von 5): 15:09,54 min, Platz 4 Finale: 15:13,66 min, Platz 8 |
| Jodie Henry, Lisbeth Trickett, Alice Mills, Sarah Ryan & Petria Thomas                                     | 4 × 100-m-Freistilstaffel | 0Alice Mills (54,77 s), Libby Trickett (54,58 s) Sarah Ryan (54,97 s) & Jodie Henry (54,04 s) Vorlauf 2 (von 2): 3:38,26 min (OC), Platz 1 0Alice Mills (54,75 s), Libby Trickett (53,57 s), 0Petria Thomas (54,67 s) & Jodie Henry (52,95 s) Finale: 3:35,94 min (WR), Platz 1                                                   |
| Ashley Callus, Michael Klim, Todd Pearson, Eamon Sullivan, Ian Thorpe & Jono van Hazel                     | 4 × 100-m-Freistilstaffel | 0Ashley Callus (50,04 s), Eamon Sullivan (49,13 s), 0Jono van Hazel (49,65 s) & Todd Pearson (48,82 s) Vorlauf 2 (von 2): 3:17,64 min, Platz 2 0Michael Klim (49,37 s), Todd Pearson (49,07 s), 0Eamon Sullivan (49,19 s) & Ian Thorpe (48,14 s) Finale: 3:15,77 min (+ 2,70 s), Platz 6                                          |
| Elka Graham, Linda Mackenzie, Giaan Rooney, Alice Mills, Shayne Reese & Petria Thomas                      | 4 × 200-m-Freistilstaffel | 0Shayne Reese (2:00,13 min), Elka Graham (1:58,83 min), 0Linda Mackenzie (2:00,55 min) & Giaan Rooney (2:02,34 min) Vorlauf 1 (von 2): 8:01,85 min, Platz 2 0Alice Mills (2:00,38 min), Elka Graham (1:59,18 min), 0Shayne Reese (2:00,64 min) & Petria Thomas (1:57,20 min) Finale: 7:57,40 min (+ 3,98 s) (OC), Platz 4         |
| Grant Hackett, Michael Klim, Antony Matkovich, Todd Pearson, Nicholas Sprenger, Craig Stevens & Ian Thorpe | 4 × 200 m Freistilstaffel | 0Todd Pearson (1:49,09 min), Antony Matkovich (1:49,34 min), 0Nicholas Sprenger (1:47,73 min) & Craig Stevens (1:48,69 min) Vorlauf 2 (von 2): 7:14,85 min, Platz 1 0Grant Hackett (1:47,50 min), Michael Klim (1:47,62 min), 0Nicholas Sprenger (1:48,16 min) & Ian Thorpe (1:44,18 min) Finale: 7:07,46 min (+ 0,13 s), Platz 2 |
| Marieke Guehrer                                                                                            | 100 m Rücken              | Vorlauf 5 (von 6): 1:02,76 min, Platz 6 |
| Giaan Rooney                                                                                               | 100 m Rücken              | Vorlauf 5 (von 6): 1:01,96 min, Platz 2 Halbfinale 1 (von 2): 1:01,41 min (OC), Platz 4 |
| Josh Watson                                                                                                | 100 m Rücken              | Vorlauf 5 (von 6): 55,85 s, Platz 6 |
| Matt Welsh                                                                                                 | 100 m Rücken              | Vorlauf 5 (von 6): 55,35 s, Platz 3 Halbfinale 2 (von 2): 54,69 s, Platz 3 Finale: 54,52 s, Platz 5 |
| Brooke Hanson                                                                                              | 200 m Rücken              | Vorlauf 4 (von 5): 2:27,38 min, Platz 3 Halbfinale 1 (von 2): 2:26,43 min, Platz 1 Finale: 2:26,39 min, Platz 8 |
| Leisel Jones                                                                                               | 200 m Rücken              | Vorlauf 4 (von 5): 2:26,02 min, Platz 1 Halbfinale 2 (von 2): 2:26,71 min, Platz 4 Finale: 2:23,60 min, Platz 2 |
| Patrick Murphy                                                                                             | 200 m Rücken              | Vorlauf 3 (von 5): 2:01,26 min, Platz 5 |
| Matt Welsh                                                                                                 | 200 m Rücken              | Vorlauf 3 (von 5): 2:01,73 min, Platz 6 |
| Brooke Hanson                                                                                              | 100 m Brust               | Vorlauf 4 (von 6): 1:07,35 min, Platz 1 / gesamt 1 Halbfinale 2 (von 2): 1:07,75 min, Platz 2 Finale: 1:07,15 min, Platz 2 |
| Leisel Jones                                                                                               | 100 m Brust               | Vorlauf 6 (von 6): 1:07,69 min, Platz 1 / gesamt 2 Halbfinale 1 (von 2): 1:06,78 min (OR), Platz 1 Finale: 1:07,16 min, Platz 3 |
| Jim Piper                                                                                                  | 100 m Brust               | Vorlauf 8 (von 8): 1:02,16 min, Platz 7 / gesamt 19 |
| Brooke Hanson                                                                                              | 200 m Brust               | Vorlauf 4 (von 5): 2:27,38 min, Platz 3 / gesamt 6 Halbfinale 1 (von 2): 2:26,43 min, Platz 1 Finale: 2:26,39 min, Platz 8 |
| Leisel Jones                                                                                               | 200 m Brust               | Vorlauf 4 (von 5): 2:26,02 min, Platz 1 / gesamt 1 Halbfinale 2 (von 2): 2:26,71 min, Platz 3 Finale: 2:23,60 min, Platz 2 |
| Regan Harrison                                                                                             | 200 m Brust               | Vorlauf 4 (von 6): 2:15,86 min, Platz 7 / gesamt 23 |
| Jim Piper                                                                                                  | 200 m Brust               | Vorlauf 6 (von 6): 2:13,79 min, Platz 4 / gesamt 10 Halbfinale 1 (von 2): 2:12,22, Platz 4 Finale: disqualifiziert |
| Jessicah Schipper                                                                                          | 100 m Schmetterling       | Vorlauf 5 (von 5): 58,57 s, Platz 3 / gesamt 5 Halbfinale 2 (von 2): 58,63 s, Platz 3 Finale: 58,22 s, Platz 4 |
| Petria Thomas                                                                                              | 100 m Schmetterling       | Vorlauf 5 (von 5): 57,47 s, Platz 1 / gesamt 1 Halbfinale 2 (von 2): 57,93 s, Platz 2 Finale: 57,72 s, Platz 1 |
| Geoff Huegill                                                                                              | 100 m Schmetterling       | Vorlauf 7 (von 8): 52,54 s, Platz 2 / gesamt 5 Halbfinale 2 (von 2): 52,64 s, Platz 5 Finale: 52,56 s, Platz 8 |
| Adam Pine                                                                                                  | 100 m Schmetterling       | Vorlauf 8 (von 8): 53,45 s, Platz 8 / gesamt 20 |
| Felicity Galvez                                                                                            | 200 m Schmetterling       | Vorlauf 3 (von 4): 2:11,17 min, Platz 2 / gesamt 7 Halbfinale 2 (von 2): 2:09,54 min, Platz 3 Finale: 2:09,28 min, Platz 5 |
| Petria Thomas                                                                                              | 200 m Schmetterling       | Vorlauf 3 (von 4): 2:10,87 min, Platz 1 / gesamt 5 Halbfinale 2 (von 2): 2:09,24 min, Platz 2 Finale: 2:06,36 min, Platz 2 |
| Travis Nederpelt                                                                                           | 200 m Schmetterling       | Vorlauf 4 (von 5): 1:58,93 min, Platz 5 |
| Justin Norris                                                                                              | 200 m Schmetterling       | Vorlauf 5 (von 5): 1:58,05 min, Platz 3 Halbfinale 1 (von 2): 1:57,96 min, Platz 5 |
| Lara Carroll                                                                                               | 200 m Lagen               | Vorlauf 4 (von 4): 2:16,17 min, Platz 4 / gesamt 11 Halbfinale 2 (von 2): 2:13,80 min, Platz 3 Finale: 2:13,74 min, Platz 6 |
| Alice Mills                                                                                                | 200 m Lagen               | Vorlauf 3 (von 4): 2:15,62 min, Platz 3 / gesamt 9 Halbfinale 2 (von 2): 2:14,95 min, Platz 6 |
| Adam Lucas                                                                                                 | 200 m Lagen               | Vorlauf 7 (von 7): 2:02,12 min, Platz 7 / gesamt 17 |
| Justin Norris                                                                                              | 200 m Lagen               | Vorlauf 5 (von 7): 2:03,87 min, Platz 7 / gesamt 27 |
| Lara Carroll                                                                                               | 400 m Lagen               | Vorlauf 2 (von 4): 4:46,32 min Platz 5 / gesamt 12 |
| Jennifer Reilly                                                                                            | 400 m Lagen               | Vorlauf 3 (von 4): 4:49,04 min, Platz 6 / gesamt 19 |
| Travis Nederpelt                                                                                           | 400 m Lagen               | Vorlauf 5 (von 5): 4:16,77 min, Platz 3 / gesamt 8 Finale: 4:20,08 min, Platz 8 |
| Justin Norris                                                                                              | 400 m Lagen               | Vorlauf 5 (von 5): 4:16,90 min, Platz 4 / gesamt 11 |
| Brooke Hanson, Jodie Henry, Leisel Jones, Alice Mills, Giaan Rooney, Jessicah Schipper & Petria Thomas     | 4 × 100-m-Lagenstaffel    | 0Giaan Rooney (1:01,99 min), Brooke Hanson (1:07,55 min), 0Jessicah Schipper (58,09 s) & Alice Mills (53,54 s) Vorlauf 2 (von 2): 4:01,17 min, Platz 1 / gesamt 1 0Giaan Rooney (1:01,18 min / OC), Leisel Jones (1:06,70 min), 0Petria Thomas (56,67 s) & Jodie Henry (52,97 s) Finale: 3:57,32 min (WR), Platz 1                |
| Michael Klim, Jim Piper, Adam Pine & Matt Welsh                                                            | 4 × 100-m-Lagenstaffel    | 0Matt Welsh (55,36 s), Jim Piper (1:02,10 min) 0Adam Pine (53,02 s) & Michael Klim (48,66 s) Vorlauf 1 (von 2): 3:39,14 min, Platz 3 / gesamt 9 |

### Segeln
| Name/n                                           | Wettbewerb  | Ergebnisse |
| ------------------------------------------------ | ----------- | --- |
| Sarah Blanck                                     | Europe      | 3,0 + 7,0 + 2,0 + 11,0 + 9,0 + 2,0 + 13,0 + 8,0 + 12,0 + 8,0 + 24,0 Punkte total: 75,0 Punkte, Platz 4                                     |
| Anthony Nossiter                                 | Finn Dinghy | 18,0 + 8,0 + 4,0 + 7,0 + 8,0 + 13,0 + 1,0 + 8,0 + 20,0 + 6,0 + 25,0 Punkte total: 93,0 Punkte, Platz 6                                     |
| Jenny Armstrong & Belinda Stowell                | 470er       | 14,0 + 12,0 + 6,0 + 14,0 + 11,0 + 11,0 + 10,0 + 8,0 + 13,0 + 9,0 + 19,0 Punkte total: 108,0 Punkte, Platz 14                               |
| Malcolm Page & Nathan Wilmot                     | 470er       | 12,0 + 28,0 + 3,0 + 3,0 + 19,0 + 3,0 + 4,0 + 18,0 + 3,0 + 26,0 + 28,0 Punkte total: 119,0 Punkte, Platz 12                                 |
| Nicky Bethwaite, Karyn Gojnich & Kristen Kosmala | Yngling     | 11,0 + 11,0 + 12,0 + 10,0 + 8,0 + 16,0 + 5,0 + 2,0 + 13,0 + 10,0 + 10,0 Punkte total: 92,0 Punkte, Platz 13                                |
| Colin Beashel & David Giles                      | Star        | 9,0 + 7,0 + 18,0 + 5,0 + 4,0 + 13,0 + 11,0 + 16,0 + 14,0 + 6,0 + 13,0 Punkte total: 98,0 Punkte, Platz 15                                  |
| Jessica Crisp                                    | Mistral     | 4,0 + 11,0 + 13,0 + 5,0 + 7,0 + 6,0 + 7,0 + 7,0 + 9,0 + 5,0 + 13,0 Punkte total: 74,0 Punkte, Platz 6                                      |
| Lars Kleppich                                    | Mistral     | 9,0 + 12,0 + 10,0 + 4,0 + 13,0 + 2,0 + 8,0 + 6,0 + 6,0 + 31,0 + 14,0 Punkte total: 84,0 Punkte, Platz 8                                    |
| Michael Blackburn                                | Laser       | 18,0 + 2,0 + 10,0 + 19,0 + 5,0 + 6,0 + 2,0 + 20,0 + 13,0 + 17,0 + 32,0 Punkte total: 112,0 Punkte, Platz 9                                 |
| Gary Boyd & Christopher Nicholson                | 49er        | 13,0 + 6,0 + 15,0 + 1,0 + 17,0 + 18,0 + 10,0 + 1,0 + 7,0 + 3,0 + 1,0 + 17,0 + 2,0 + 1,0 + 20,0 + 11,0 Punkte; total: 105,0 Punkte, Platz 7 |
| Darren Bundock & John Forbes                     | Tornado     | 9,0 + 7,0 + 12,0 + 11,0 + 1,0 + 2,0 + 3,0 + 4,0 + 12,0 + 1,0 + 14,0 Punkte total: 62,0 Punkte, Platz 6                                     |

### Softball
Legende: VR = Vorrundenspiel, HF = Halbfinale
| Namen | Wettbewerb     | Ergebnisse |
| --- | -------------- | --- |
| Sandy Allen-Lewis, Marissa Carpadios, Fiona Crawford, Amanda Doman, Peta Edebone, Tanya Harding, Natalie Hodgskin, Simmone Morrow, Tracey Mosley, Stacey Porter, Melanie Roche, Natalie Titcume, Natalie Ward, Brooke Wilkins & Kerry Wyborn | Frauen-Turnier | VR1: 4:2-Sieg gegen Japan VR2: 0:10-Niederlage gegen die USA VR3: 1:0-Sieg gegen Taiwan VR4: 8:0-Sieg gegen Italien VR5: 5:0-Sieg gegen China VR6: 1:0-Sieg gegen Kanada VR7: 3:2-Sieg gegen Griechenland HF: 0:5-Niederlage gegen die USA Spiel um Platz 3: 3:0-Sieg gegen Japan, Platz 3 |

### Synchronschwimmen
| Namen                         | Wettbewerb | Ergebnisse                                                                                               |
| ----------------------------- | ---------- | --- |
| Amanda Laird & Leonie Nichols | Duett      | Qualifikation: 38,917 Punkte (technische Kür) + 38,834 Punkte (freie Kür) total: 77,751 Punkte, Platz 24 |

### Taekwondo
| Name              | Wettbewerb        | Ergebnisse |
| ----------------- | ----------------- | --- |
| Caroline Bartasek | Klasse bis 67 kg  | Achtelfinale: 0:7-Niederlage gegen Heidy Juárez aus Guatemala                                                                |
| Tina Morgan       | Klasse über 67 kg | Achtelfinale: 2:7-Niederlage gegen Natália Falavigna aus Brasilien                                                           |
| Carlo Massimino   | Klasse bis 68 kg  | Achtelfinale: 7:2-Sieg gegen Mohamed Omrani aus Tunesien Viertelfinale: 5:4-Niederlage gegen Gabriel Sagastume aus Guatemala |
| Daniel Trenton    | Klasse bis 80 kg  | Achtelfinale: 12:6-Sieg gegen den Briten Craig Brown Viertelfinale: 9:13-Niederlage gegen Youssef Karami aus dem Iran        |

### Tennis
| Name/n                                  | Wettbewerb | Ergebnisse |
| --------------------------------------- | ---------- | --- |
| Alicia Molik                            | Einzel     | 1. Runde: 4:6/6:0/6:3-Sieg gegen Jelena Dementjewa aus Russland 2. Runde: 7:5/6:4-Sieg gegen Katarina Srebotnik aus Slowenien 3. Runde: 6:4/6:4-Sieg gegen Lisa Raymond aus den USA Viertelfinale: 6:4/6:3-Sieg gegen Ai Sugiyama aus Japan Halbfinale: 6:7/3:6-Niederlage gegen Amélie Mauresmo aus Frankreich Finalrunde: 6:3/6:4-Sieg gegen die Russin Anastassija Myskina, Platz 3 |
| Nicole Pratt                            | Einzel     | 1. Runde: 6:3/7:5-Sieg gegen Myriam Casanova aus der Schweiz 2. Runde: 1:6/7:6/6:2-Sieg gegen Tathiana Garbin aus Italien 3. Runde: 1:6/0:6-Niederlage gegen Justine Henin aus Belgien |
| Samantha Stosur                         | Einzel     | 1. Runde: 2:6/7:6/0:6-Niederlage gegen Chanda Rubin aus den USA |
| Wayne Arthurs                           | Einzel     | 1. Runde: 6:4/7:6-Sieg gegen Victor Hănescu aus Rumänien 2. Runde: 6:7/3:6-Niederlage gegen Sébastien Grosjean aus Frankreich |
| Mark Philippoussis                      | Einzel     | 1. Runde: 6:3/0:6/1:6-Niederlage gegen Olivier Rochus aus Belgien |
| Alicia Molik & Rennae Stubbs            | Doppel     | 1. Runde: nicht ausgespielt 2. Runde: 6:4/6:1-Sieg gegen Ani/Kanepi aus Estland 3. Runde: 6:4/6:2-Sieg gegen Castaño/Zuluaga aus Kolumbien Viertelfinale: 3:6/2:6-Niederlage gegen Li/Sun aus China |
| Nicole Pratt & Samantha Stosur          | Doppel     | 1. Runde: nicht ausgespielt 2. Runde: 0:6/1:6-Niederlage gegen Garbin/Vinci aus Italien |
| Mark Philippoussis & Mark Philippoussis | Doppel     | 1. Runde: nicht ausgespielt 2. Runde: 6:4/6:3-Sieg gegen Berdych/Novák aus Tschechien 3. Runde: 6:7/3:6-Niederlage gegen Kiefer/Schüttler aus Deutschland |

### Tischtennis
| Name/n                           | Wettbewerb | Ergebnisse |
| -------------------------------- | ---------- | --- |
| Lay Jian Fang                    | Einzel     | 1. Runde: 4:0-Sieg gegen Cornelia Molnar aus Kroatien 2. Runde: 2:4-Niederlage gegen Elke Schall aus Deutschland                                                              |
| Miao Miao                        | Einzel     | 1. Runde: 4:2-Sieg gegen Marisol Espineira aus Peru 2. Runde: 3:4-Niederlage gegen Ai Fukuhara aus Japan                                                                      |
| Trevor Brown                     | Einzel     | 1. Runde: 0:4-Niederlage gegen Kōji Matsushita aus Japan |
| William Henzell                  | Einzel     | 1. Runde: 4:1-Sieg gegen Khoa Nguyen aus den USA 2. Runde: 0:4-Niederlage gegen Chen Weixing aus Österreich                                                                   |
| Russell Lavale                   | Einzel     | 1. Runde: 2:4-Niederlage gegen Srđan Miličević aus Bosnien-Herzegowina |
| Lay Jian Fang & Miao Miao        | Doppel     | 1. Runde: nicht ausgespielt 2. Runde: 2:4-Niederlage gegen Li Chunli/Li Karen aus Neuseeland                                                                                  |
| Trevor Brown & Russell Lavale    | Doppel     | 1. Runde: nicht ausgespielt 2. Runde: 0:4-Niederlage gegen Johnny Huang/Faazil Kassam aus Kanada                                                                              |
| William Henzell & David Zalcberg | Doppel     | 1. Runde: nicht ausgespielt 2. Runde: 4:1-Sieg gegen Massimiliano Mondello/Yang Min aus Italien 3. Runde: 1:4-Niederlage gegen Danny Heister/Trinko Keen aus den Niederlanden |

### Triathlon
| Name            | Wettbewerb | Ergebnisse 1,5 km Schwimmen / 40 km Radfahren / 10 km Laufen               |
| --------------- | ---------- | -------------------------------------------------------------------------- |
| Loretta Harrop  | Einzel     | S: 18:37 min / R: 1:09:05 h / L: 37:08 min / total: 2:04:50,17 h, Platz 2  |
| Rina Hill       | Einzel     | S: 18:41 min / R: 1:15:32 h / L: 37:45 min / total: 2:11:58,86 h, Platz 33 |
| Maxine Seear    | Einzel     | S: 19:39 min, Rennen nicht beendet                                         |
| Greg Bennett    | Einzel     | S: 18:19 min / R: 1:01:29 h / L: 31:53 min / total: 1:51:41,58 h, Platz 4  |
| Peter Robertson | Einzel     | S: 18:16 min / R: 1:01:33 h / L: 35:55 min / total: 1:55:44,36 h, Platz 24 |
| Simon Thompson  | Einzel     | S: 18:19 min / R: 1:02:34 h / L: 31:54 min / total: 1:52:47,18 h, Platz 10 |

### Turnen
| Name                                                                                          | Wettbewerbe der Frauen                                  | Ergebnisse |
| --------------------------------------------------------------------------------------------- | ------------------------------------------------------- | --- |
| Stephanie Moorhouse                                                                           | Sprung Stufenbarren Schwebebalken Boden Einzelmehrkampf | 09,037 Punkte, Platz 20 08,587 Punkte, Platz 22 08,200 Punkte, Platz 21 08,925 Punkte, Platz 21 35,723 Punkte, Platz 20 |
| Allana Slater                                                                                 | Sprung Stufenbarren Schwebebalken Boden Einzelmehrkampf | 09,175 Punkte, Platz 17 09,362 Punkte, Platz 17 09,212 Punkte, Platz 9 09,350 Punkte, Platz 13 37,099 Punkte, Platz 11 |
| Stephanie Moorhouse, Melissa Munro, Karen Nguyen, Monette Russo, Lisa Skinner & Allana Slater | Sprung Stufenbarren Schwebebalken Boden Teammehrkampf   | 027,449 Punkte, Platz 8 – KN: 9,112 / MM: 9,162 / AS: 9,175 Punkte 027,100 Punkte, Platz 7 – MR: 8,125 / LS: 9,425 / AS: 9,550 Punkte 026,974 Punkte, Platz 8 – SM: 9,187 / MM: 9,150 / AS: 8,637 Punkte 027,324 Punkte, Platz 7 – SM: 9,037 / MM: 8,912 / AS: 9,375 Punkte 108,847 Punkte, Platz 8 |

| Name           | Wettbewerbe der Männer    | Ergebnisse                                                           |
| -------------- | ------------------------- | -------------------------------------------------------------------- |
| Philippe Rizzo | Barren Pauschenpferd Reck | 9,700 Punkte, Platz 12 8,700 Punkte, Platz 70 8,950 Punkte, Platz 66 |

#### Rhythmische Sportgymnastik
| Name               | Wettbewerb | Ergebnisse |
| ------------------ | ---------- | --- |
| Penelope Blackmore | Einzel     | Qualifikation: Reifen 19,575 / Ball 19,325 / Keulen 19,600 / Band 14,550 Punkte total: 73,050 Punkte, Platz 23 |

#### Trampolinturnen
| Name        | Wettbewerb | Ergebnisse |
| ----------- | ---------- | --- |
| Lesley Daly | Einzel     | Qualifikation, Pflicht: 8,5 / 8,4 / 8,9 / 8,8 / 8,5 Punkte, gesamt 25,80 Punkte Qualifikation, Kür: 6,7 / 6,8 / 6,7 / 6,7 / 6,7 Punkte, gesamt 33,1 Punkte total: 58,90 Punkte, Platz 13 |

### Volleyball (Beach)
Legende: GS = Gruppenspiel, AF = Achtelfinale, VF = Viertelfinale, HF = Halbfinale, FR = Finalrunde
| Namen                              | Wettbewerb     | Ergebnisse |
| ---------------------------------- | -------------- | --- |
| Natalie Cook & Nicole Sanderson    | Damen-Turnier  | GS1: 2:0-Sieg (21:16/21:12) gegen Jantschulowa/Jantschulowa aus Bulgarien GS2: 2:1-Sieg (21:19/17:21/17:15) gegen Wang Lu/You Wenhui aus China GS3: 0:2-Niederlage (10:21/20:22) gegen Pohl/Rau aus Deutschland AF: 2:0-Sieg (21:15/21:16) gegen Lochowicz/Pottharst aus Australien VF: 2:1-Sieg (21:16/14:21/15:12) gegen Gattelli/Perrotta aus Italien HF: 0:2-Niederlage (17:21/16:21) gegen Bede/Behar aus Brasilien FR: 1:2-Niederlage (18:21/21:15/9:15) gegen McPeak/Youngs aus den USA Platz 4   |
| Summer Lochowicz & Kerri Pottharst | Damen-Turnier  | GS1: 2:0-Sieg (21:18/21:18) gegen Tian Jia/Wang Fei aus China GS2: 2:1-Sieg (21:15/15:21/16:14) gegen Sfyri/Karadassiou aus Griechenland GS3: 2:0-Sieg (26:24/22:20) gegen Gaxiola/García aus Italien AF: 0:2-Niederlage (15:21/16:21) gegen Cook/Sanderson aus Australien |
| Julien Prosser & Mark Williams     | Herren-Turnier | GS1: 2:0-Sieg (21:16/21:14) gegen Blanton/Nygaard aus den USA GS2: 1:2-Niederlage (21:16/20:22/9:15) gegen Heuscher/Kobel aus der Schweiz GS3: 2:1-Sieg (21:13/15:21/15:12) gegen Child/Heese aus Kanada AF: 2:0-Sieg (21:14/21:10) gegen Pocock/Rorich aus Südafrika VF: 2:1-Sieg (16:21/21:19/15:10) gegen Dieckmann/Scheuerpflug aus Deutschland HF: 0:2-Niederlage (18:21/18:21) gegen Bosma/Herrera aus Spanien FR: 1:2-Niederlage (21:19/17:21/13:15) gegen Heuscher/Kobel aus der Schweiz Platz 4 |
| Andrew Schacht & Joshua Slack      | Herren-Turnier | GS1: 1:2-Niederlage (24:22/22:24/13:15) gegen Holdren/Metzger aus den USA GS2: 0:2-Niederlage (17:21/17:21) gegen Rego/Santos aus Brasilien GS3: 2:0-Sieg (21:18/21:17) gegen Horrem/Maaseide aus Norwegen AF: 0:2-Niederlage (19:21/12:21) gegen Dieckmann/Scheuerpflug aus Deutschland |

### Volleyball (Halle)
Legende: GS = Gruppenspiel, AF = Achtelfinale, VF = Viertelfinale, HF = Halbfinale, FR = Finalrunde
| Namen | Wettbewerb     | Ergebnisse |
| --- | -------------- | --- |
| Brett Alderman, David Beard, Luke Campbell, Zane Christensen, Andrew Earl, David Ferguson, Benjamin Hardy, Dan Howard, Travis Moran, Grant Sorensen, Hidde Van Beest & Matthew Young | Herren-Turnier | GS1: 1:3-Niederlage (25:23/19:25/12:25/21:25) gegen Brasilien GS2: 0:3-Niederlage (17:25/24:26/23:25) gegen Russland GS3: 0:3-Niederlage (20:25/18:25/21:25) gegen Italien GS4: 1:3-Niederlage (19:25/25:23/13:25/19:25) gegen die USA GS5: 0:3-Niederlage (22:15/17:25/16:25) gegen die Niederlande Platz 11 |

### Wasserball
Legende: GS = Gruppenspiel, AF = Achtelfinale, PR = Platzierungsrunde, VF = Viertelfinale, HF = Halbfinale, FR = Finalrunde
| Namen | Wettbewerb     | Ergebnisse |
| --- | -------------- | --- |
| Belinda Brooks, Jemma Brownlow, Naomi Castle, Nikita Cuffe, Joanne Fox, Kate Gynther, Kelly Heuchan, Emma Knox, Bronwyn Mayer, Elise Norwood, Bec Rippon, Mel Rippon & Jodie Stuhmcke           | Frauen-Turnier | GS1: 6:5-Sieg gegen Italien GS2: 9:4-Sieg gegen Kasachstan GS3: 7:7-Unentschieden gegen Griechenland HF: 2:6-Niederlage gegen Griechenland FR: 5:6-Niederlage gegen die USA Platz 4 |
| Pietro Figlioli, Trent Franklin, Toby Jenkins, Samuel McGregor, Craig Miller, Tim Neesham, Alex Osadchuk, Dean Semmens, James Stanton, Rafael Sterk, Nathan Thomas, Thomas Whalan & Gavin Woods | Männer-Turnier | GS1: 14:3-Sieg gegen Ägypten GS2: 4:8-Niederlage gegen Italien GS3: 4:8-Niederlage gegen Spanien GS4: 9:10-Niederlage gegen Griechenland GS5: 6:6-Unentschieden gegen Deutschland PR1: 10:5-Sieg gegen Kasachstan PR2: 5:6-Niederlage gegen die USA PR3: 8:7-Sieg gegen Kroatien Platz 9 |

### Wasserspringen
| Sportart       |   |   |   | total |
| -------------- | - | - | - | ----- |
| Wasserspringen | 1 | 1 | 4 | 6     |

| Name/n                           | Wettbewerb            | Ergebnisse |
| -------------------------------- | --------------------- | --- |
| Irina Lashko                     | Kunstspringen 3 m     | Vorrunde: 303,66 Punkte / Platz 8 Halbfinale: 246,51 Punkte / Platz 1 Finale: 305,46 Punkte / Platz 9; total: 551,97 Punkte, Platz 7    |
| Loudy Tourky                     | Kunstspringen 3 m     | Vorrunde: 310,65 Punkte / Platz 5 Halbfinale: 227,79 Punkte / Platz 7 Finale: 339,15 Punkte / Platz 6; total: 566,94 Punkte, Platz 6    |
| Steven Barnett                   | Kunstspringen 3 m     | Vorrunde: 397,71 Punkte / Platz 17 Halbfinale: 217,05 Punkte / Platz 13; total: Platz 16                                                |
| Robert Newbery                   | Kunstspringen 3 m     | Vorrunde: 429,09 Punkte / Platz 10 Halbfinale: 228,60 Punkte / Platz 9 Finale: 391,74 Punkte / Platz 12; total: 620,34 Punkte, Platz 12 |
| Chantelle Newbery                | Turmspringen 10 m     | Vorrunde: 346,95 Punkte / Platz 6 Halbfinale: 198,30 Punkte / Platz 3 Finale: 392,01 Punkte / Platz 1; total: 590,31 Punkte, Platz 1    |
| Loudy Tourky                     | Turmspringen 10 m     | Vorrunde: 367,23 Punkte / Platz 2 Halbfinale: 192,87 Punkte / Platz 5 Finale: 368,79 Punkte / Platz 3; total: 561,66 Punkte, Platz 3    |
| Mathew Helm                      | Turmspringen 10 m     | Vorrunde: 513,06 Punkte / Platz 1 Halbfinale: 209,34 Punkte / Platz 2 Finale: 521,22 Punkte / Platz 2; total: 730,56 Punkte, Platz 2    |
| Robert Newbery                   | Turmspringen 10 m     | Vorrunde: 461,91 Punkte / Platz 7 Halbfinale: 193,98 Punkte / Platz6 Finale: 446,67 Punkte / Platz 8; total: 640,65 Punkte, Platz 8     |
| Irina Lashko & Chantelle Newbery | Synchronspringen 3 m  | 309,30 Punkte (- 27,60 Punkte), Platz 3                                                                                                 |
| Steven Barnett & Robert Newbery  | Synchronspringen 3 m  | 349,59 Punkte (- 3,75 Punkte), Platz 3                                                                                                  |
| Lynda Folauhola & Loudy Tourky   | Synchronspringen 10 m | 313,92 Punkte (- 38,22 Punkte), Platz 4                                                                                                 |
| Mathew Helm & Robert Newbery     | Synchronspringen 10 m | 366,84 Punkte (- 17,04 Punkte), Platz 3                                                                                                 |